# Ianiropsis derjugini
Ianiropsis derjugini är en kräftdjursart som beskrevs av Gurjanova1933. Ianiropsis derjugini ingår i släktet Ianiropsis och familjen Janiridae. Inga underarter finns listade i Catalogue of Life.